# Слободан Ћук
Слободан Ћук  је српски писац, проналазач, власник предузећа, електроинжењер и професор електротехнике на Калифорнијском институту за технологију. По њему је назван Ћук комутирани ДЦ-то-ДЦ напонски претварач.

## Биографија
Преко 20 година био је редовни професор електротехнике на Калифорнијском институту за технологију до 1. јануара 2000. године.
Слободан је 1979. године основао ТЕСЛА цо, који се налази у Лагуна Нигуел, Калифорнија. Имао је повељу за примену основних резултата истраживања развијених у Цалтек-у за практичне комерцијалне и војне дизајне.
Преко 30 патената носи Ћуково име.

### Младост
Слободанови родитељи су Милојко и Јулијана Ћук. Говори амерички енглески и српски.  Дана 29. фебруара 1972. Слободан је емигрирао из Београда, Југославија у Сједињене америчке државе и био је спонзорисан од НАСА.
Слободан је стекао звање дипл.инг. на Универзитету у Београду 1970. године, мр. дипломирао електротехнику на Универзитету Санта Клара 1974. и докторирао на Енергетској електроници на Калифорнијском институту за технологију (Калтек) 1977. године.

### Књиге
- Пауер Електроникс, Вол. 5: Енергетска електроника: нови почетак; Ћук Слободан; објављено, али још није објављено
- Пауер Електроникс, Вол. 4: Усредњавање стања у простору и Ћук претварачи; Ћук Слободан; 2016;  978-1519520289
- Пауер Електроникс,  Вол. 3: Напредне теме и дизајн; Ћук Слободан; 2015;  978-1519520296
- Пауер Електроникс,  Вол. 2: Моделирање, анализа и мерења; Ћук Слободан; 2015;  978-1519513267
- Пауер Електроникс,  Вол. 1: Топологије, магнети и контрола; Ћук Слободан; 2015;  978-1519161130

### Књиге (коаутор)
- Адвансес ин Свичхед-Мод Пауер Конвершн, Вол. 3:; Ћук Слободан и Р.Д.Мидлбрук; 1983; АСИН Б000Х4НКЛИ
- Адвансес ин Свичхед-Мод Пауер Конвершн, Вол. 2: Топологије комутационог режима; Ћук Слободан и Р.Д.Мидлбрук; 1981; АСИН Б00125ВН16
- Адвансес ин Свичхед-Мод Пауер Конвершн, Вол. 1: Моделирање, анализа и мерење; Ћук Слободан и Р.Д.Мидлбрук; 1981; АСИН Б003КСКС2ЕБ4

### Патенти
- УС Патент 7915874,[4] поднет 2010. године, „Степ-довн претварач који има резонантни индуктор, резонантни кондензатор и хибридни трансформатор“ (Ћук-Буцк2 претварач)
- УС Патент 4257087,[5] поднет 1979. године, "ДЦ-то-ДЦ прекидачки претварач са нултим таласањем улазне и излазне струје и интегрисаним магнетним колима" (Ћук претварач)

### Патенти (коаутор)
- Патент САД 7778046,[6] поднет 2008. године, „Пребацивање ДЦ-то-ДЦ претварача за повећање напона“
- УС Патент 5442539,[5] поднет 1992. године, „Ћук ДЦ-то-ДЦ прекидачки претварач са обликовањем улазне струје за рад фактора снаге унити“
- Амерички патент 4274133,[7] поднет 1979. године, „ДЦ-то-ДЦ претварач који има смањено таласање без потребе за подешавањем“ (Ћук претварач)
- Патент САД 4184197,[8] поднет 1977. године, "ДЦ-то-ДЦ свитцхинг цонвертер" (Ћук претварач)